# Onthophagus planifrons
Onthophagus planifrons es una especie de insecto del género Onthophagus, familia Scarabaeidae, orden Coleoptera.

Fue descrita científicamente por Frey en 1962.